# Mazinghien
Mazinghien – miejscowość i gmina we Francji, w regionie Hauts-de-France, w departamencie Nord.
Według danych na rok 1990 gminę zamieszkiwały 315 osoby, a gęstość zaludnienia wynosiła 25 osób/km² (wśród 1649 gmin regionu Nord-Pas-de-Calais Mazinghien plasuje się na 917. miejscu pod względem liczby ludności, natomiast pod względem powierzchni na miejscu 390.).